# اوتامورا و پنج زنش
اوتامورا و پنج زنش (انگلیسی: Utamaro and His Five Women؛ ژاپنی: 歌麿をめぐる五人の女) فیلمی درام به کارگردانی کنجی میزوگوچی است که سال ۱۹۴۶ اکران شد. از بازیگران آن می‌توان به کینویو تاناکا اشاره کرد.

## خلاصه داستان
اوتامارو، یک هنرمند بزرگ، پرتره‌هایی از زنان زیبا خلق می‌کند و فاحشه‌خانه‌های توکیو مدل‌های او را ارائه می‌دهند. دنیایی از شور و اشتیاق در اطراف او می‌چرخد، در حالی‌که زنان در زندگی‌اش برای رسیدن به او رقابت می کنند...